# Демидкин, Виталий Николаевич
Вита́лий Никола́евич Деми́дкин (родился 23 января 1956 года) — полковник ФСБ РФ, сотрудник группы «Альфа» Центра специального назначения ФСБ (начальник отдела, прослужил 26 лет).

## Биография

### Образование
Родился в подмосковном посёлке Шик под Коломной. Вырос в Котельниках. Окончил восемь классов школы, поступил в Люберецкое медицинское училище и окончил его в 1975 году (квалификация — фельдшер), работал 7 месяцев на станции скорой помощи. Два года отслужил в 57-й спортивной роте (врач в армейской хоккейной команде), занимался борьбой (кандидат в мастера спорта) и боксом. Пытался безуспешно поступить в военно-медицинскую академию в Ленинграде, а также в Высшую школу милиции. В 1979 году отправился на специальное обучение по линии КГБ в Ленинград, по окончании обучения в Высшей школе КГБ имени Ф. Э. Дзержинского произведён в прапорщики. Окончил университет марксизма-ленинизма, позже — Академию государственной службы при Президенте РФ (ныне РАНХиГС).

### Служба в КГБ СССР
Прошёл отбор в группу «А» 7-го управления КГБ СССР, приказом от 28 апреля 1980 года зачислен в штат подразделения. Службу проходил в отделении под командованием капитана Олега Балашова, позже был заместителем начальника отделения Анатолия Гречишникова. В середине 1980-х годов принял участие в восьми задержаниях американских шпионов. Участвовал в командировках в Афганистан.
За свою карьеру участвовал в трёх штурмах самолётов, захваченных террористами: в Тбилиси (1983 год — его первая операция), Баку (1989 год) и Москве (1991 год). В 1983 году во время штурма самолёта Ту-154, захваченного семью грузинскими террористами, шёл вторым номером из кабины пилота за Владимиром Зайцевым. В 1989 году во время операции, ворвавшись во второй салон самолёта, обнаружил всего одного пассажира, коим и оказался террорист.

### Служба в ФСБ РФ
Одним из командиров Демидкина был Анатолий Савельев, погибший в 1997 году во время операции по освобождению захваченного в заложники шведского дипломата. Сам Демидкин в 1995 году участвовал в операции по освобождению южнокорейских туристов, захваченных в заложники в автобусе на Васильевском спуске. Участник операций по освобождению заложников в Будённовске, на Дубровке и в в Беслане. Неоднократно выезжал с командировками в Чечню; во время Первой чеченской войны был начальником 2-го отделения 2-го отдела «Альфы», охранял представителя президента России Николая Семёнова. Во время операции в Будённовске не раз рисковал жизнью: в ходе боёв был ранен Борис Харитонов, которого Демидкин вытаскивал из-под огня противника, рискуя попасть под огонь снайпера противника (подобную тактику нередко применяли чеченские сепаратисты в боях).
В октябре 2002 года в составе группы сотрудников ФСБ Виталий Демидкин вёл разведку захваченного чеченскими террористами здания Театрального центра на Дубровке. Он проводил рекогносцировку в подвалах, а также на крыше театра, чтобы обнаружить возможные пути проникновения штурмовых групп в здание. По его свидетельству, рядом расположились журналисты, начавшие вести трансляцию в прямом эфире, которую смотрели и террористы: в объектив телекамер попали и люди Демидкина на крыше. По требованию террористов, грозившихся расстрелять заложников, группу ФСБ пришлось убрать с крыши здания. Однако другая группа, по словам Демидкина, сумела установить скрытое наблюдение за боевиками, проникнув в театральный комплекс по подземным коммуникациям. Благодаря полученной от заложников через SMS информации спецназ сумел составить полную картину того, где расположились люди Мовсара Бараева. После начала штурма группа Демидкина проникла в здание через подвал и эвакуировала часть заложников: по его словам, в связи с использованием перед штурмом усыпляющего газа многим заложникам, которые надышались парами газа, после эвакуации из здания сотрудники ФСБ срочно вкололи инъекции антидота, чтобы привести пострадавших в сознание.
1 сентября 2004 года Демидкин вместе со своим 4-м отделом отправился в Беслан, где группа террористов захватила более 1100 заложников в здании школы № 1. Ему было поручено руководить не только своим отделом, но и 4-м отделом Управления «В». По плану отряд Демидкина должен был ворваться в спортивный зал, уничтожить боевиков, которые охраняли взрывные устройства, а затем разминировать СВУ террористов и доложить об этом командованию; после этого начался бы штурм. Однако после срабатывания взрывных устройств в спортзале операция пошла не по плану и, по его словам, превратилась в спасательную операцию. С крыш и из окон школы боевики начали расстреливать убегавших заложников. В момент взрывов в спортзале полковник Демидкин и его группа тренировались на учебном полигоне 58-й армии под Владикавказом; спецназовцы получили приказ срочно возвратиться в Беслан. Во время штурма Демидкин входил в состав первой тройки, проникнувшей через окно в коридор первого этажа школы; со стороны столовой по штурмовой группе открыли огонь террористы, которые также стали закидывать спецназовцев гранатами. Заместитель Демидкина — один из участников операции по освобождению заложников на Дубровке — был ранен в результате взрыва двух гранат Ф-1; однако сам Демидкин, находившийся в том же коридоре, осколками задет не был. В ходе боя погиб один из подчинённых Демидкина — майор «Вымпела» Роман Катасонов, смертельно раненный пулемётной очередью.
В 2005 году его отдел участвовал в ликвидации Аслана Масхадова, хотя сам Демидкин не привлекался к операции. Дослужился до звания полковника, в отставку вышел в 2007 году по возрасту. После отставки работал в охранной структуре. В 2011 году числился советником директора инвестиционной компании, занимаясь вопросами безопасности, кадров и хозяйственными делами.

### Семья
Есть сын от первого брака Андрей (сотрудник ФСО). Вторая супруга — Татьяна, с которой он познакомился в 1971 году на поступлении в Люберецкое медицинское училище, однако позже их пути на некоторое время разошлись (у Татьяны от первого брака были двое детей). В браке с Татьяной родился второй сын Сергей (выпускник экономическо-промышленного университета); есть две внучки (по одной от каждого сына). Увлекается игрой в теннис и гольф.

## Награды
Отмечен следующими наградами:
- Орден «За заслуги перед Отечеством» IV степени с мечами — за участие в операции по освобождению заложников на Дубровке;[6][8]
- Орден Мужества (дважды) — за участие в контртеррористических операциях в Чечне (2002) и за участие в операции по освобождению заложников в Беслане;[6][8]
- Орден Красной Звезды;
- Медаль «За отвагу» (дважды);
- Медаль «За спасение погибавших»;
- Медаль Суворова — за участие в операции по освобождению заложников в Будённовске;[6][8]
- Знак «Почётный сотрудник контрразведки»;
- Знак «Почётный динамовец»;
- Орден Дмитрия Донского III степени (РПЦ);[6]
- иные медали и награды.